# Clitocybe
Clitocybe е род базидиеви гъби, включващ стотици видове. Характерни за тях са бял споров прашец, ламели, спускащи се по стъблото, и бледо бяло до кафяво или люляково оцветяване. Те са предимно сапротрофични, разлагащи горските отпадъци по земната повърхност.
Няколко представители на рода се смятат за ядливи. Много други са отровни и съдържат отровата мускарин и др. Различаването на индивидуалните видове от рода Clitocybe обикновено е много трудно за неексперти и изисква анализ на микроскопични признаци. Така че, с изключение на няколко привлекателни и вече разпознати вида, гъбите Clitocybe рядко се берат за храна.
Нови молекулярни изследвания показват, че родът е полифилен, с много представители, които наглед са само далечно свързани, и други гъби като ливадна виолетка (Clitocybe saeva) и виолетка (C. nuda), са по близко свързани. Тъй като типовия род е C. clavipes, най-далечно свързаните с него видове най-вероятно ще бъдат прекласифицирани в бъдеще.

## Списък видове
- Clitocybe alexandri
- Clitocybe candicans
- Clitocybe candida
- Clitocybe clavipes – може да е ядлив, но е отровен, ако се консумира с алкохол
- Clitocybe dealbata
- Clitocybe dilata
- Clitocybe eccentrica
- Clitocybe eucalyptorum
- Clitocybe flaccida
- Clitocybe fragrans
- Clitocybe infundibuliformis – Жълтокафява миризливка, Лисичка
- Clitocybe gibba
- Clitocybe gigantea (Leucopaxillus giganteus)
- Clitocybe glutiniceps
- Clitocybe odora – Зелена анасонова миризливка – расте близо до брезови дървета, но лесно може да бъде сбъркана с отровните видове поради външния си вид
- Clitocybe maxima
- Clitocybe nebularis – Есенна миризливка, Орешарка – смята се от някои за ядлива, въпреки че при много хора предизвиква стомашни разстройства
- Clitocybe nuda – виолетка, ядлива, различавана отчасти по люляковия си цвят
- Clitocybe rivulosa
- Clitocybe sclerotoidea
- Clitocybe squamulosa

Биолуминесцентната горчива миризливка (Omphalotus olearius) преди е класифицирана в този род като Clitocybe illudens.